# 依维那胺
依维那胺（INN：Evenamide，开发代号：NW-3509 或 NW-3509A）是一种含氮有机化合物，化学式C16H26N2O2，可作为选择性电压门控鈉離子通道阻滯劑
。